# Bundeswehr

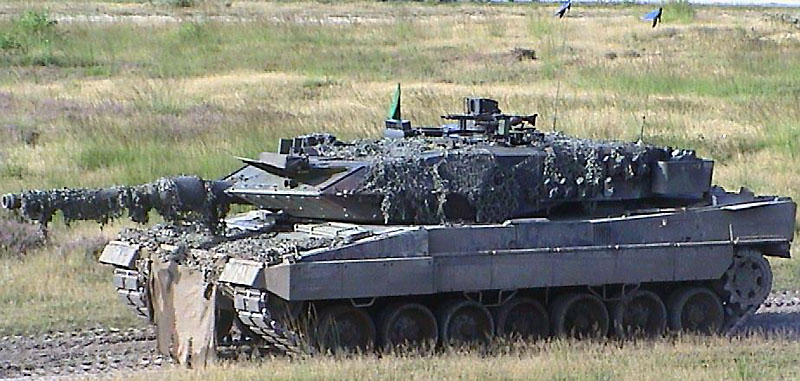
Carro armato Leopard 2 dell'esercito tedesco

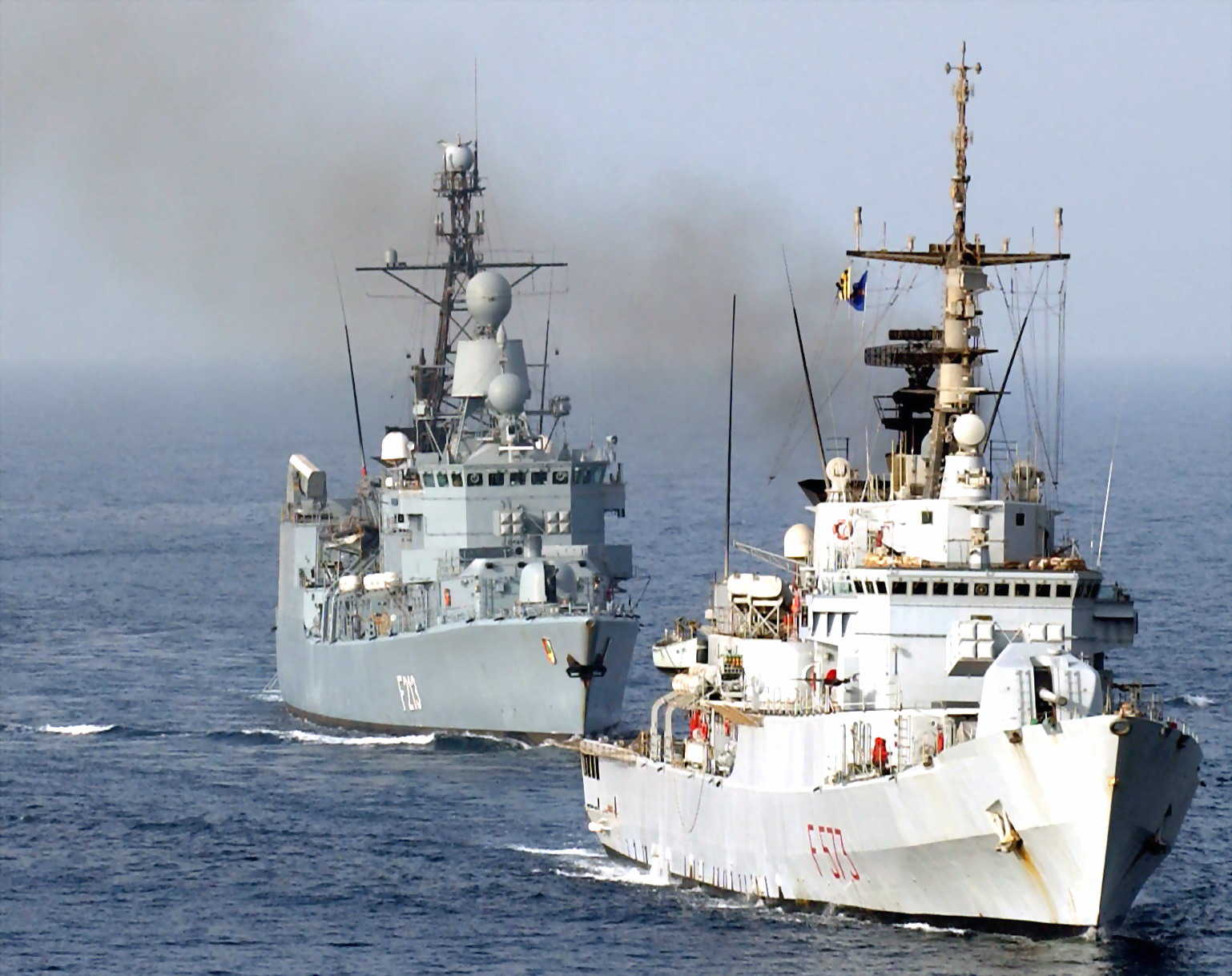
La fregata italiana Scirocco (F 573) e la tedesca Augsburg durante l'operazione Enduring Freedom

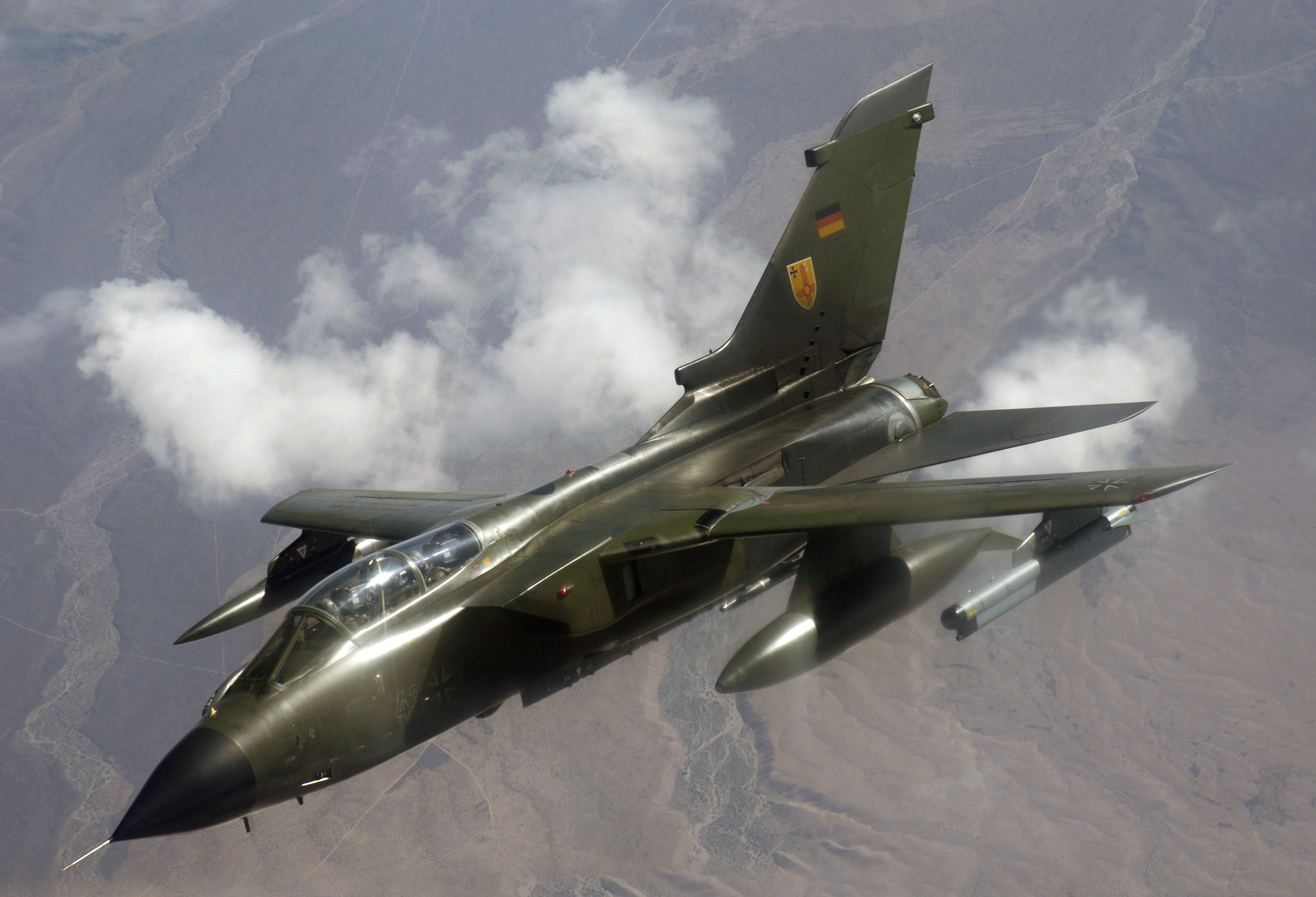
Un Tornado della Luftwaffe in volo

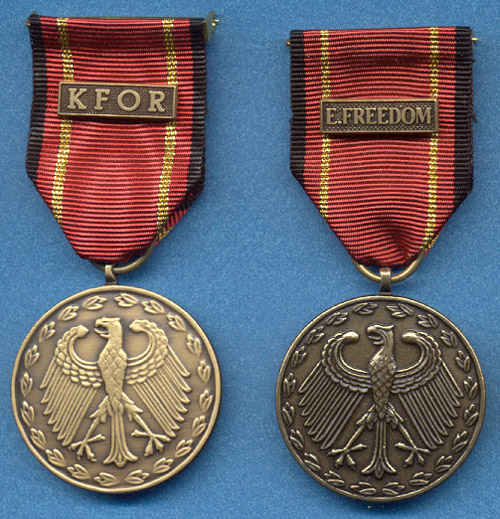
Medaglie

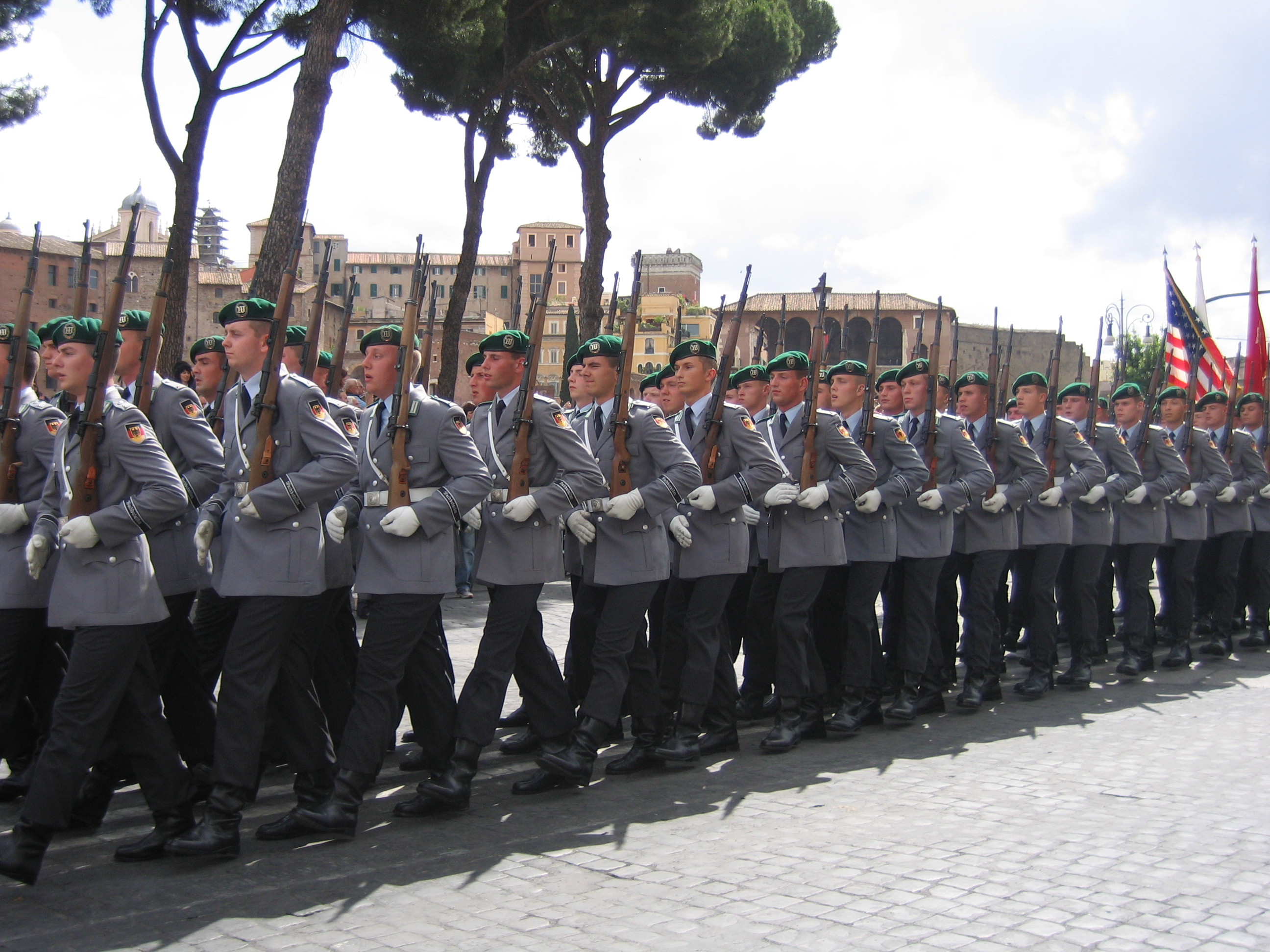
Militari del Wachbataillon in parata alla Festa della Repubblica Italiana ai Fori imperiali di Roma (2 giugno 2007)

La Bundeswehr (AFI: /ˈbʊndɛsˌveːɐ̯/; lett. "difesa federale") è il nome ufficiale delle forze armate della Repubblica Federale di Germania e della loro sezione civile.
Durante gli anni della guerra fredda e della Germania divisa, la Bundeswehr era equipaggiata con migliaia di carri armati moderni e costituiva un pilastro fondamentale dello schieramento NATO in Europa, pronta ad affrontare una eventuale invasione portata dalle forze del Patto di Varsavia.

## Storia

### La Bundeswehr fino al 1990
Alla fine della seconda guerra mondiale la Germania fu divisa in due Stati, Est ed Ovest, e non disponeva più di forze armate nazionali. Nel 1955, dopo un lungo dibattito, il governo federale della Germania Ovest cominciò ad approntare il proprio riarmo; 10.000 uomini furono scorporati dal Bundesgrenzschutz (Guardia federale di frontiera) per costituire il primo nucleo delle nuove forze armate tedesche. Nell'arco di 5 anni l'Esercito, la Marina e l'Aeronautica furono ricostituite fino ad arrivare poi, verso la fine degli anni '60, alla forza bilanciata complessiva di 495.000 militari prevista per il tempo di pace. La stragrande maggioranza delle unità militari furono da subito assegnate alla NATO.
Durante la guerra fredda la Bundeswehr diventò una forza fortemente meccanizzata, equipaggiata con oltre 5.000 carri armati moderni, i Leopard 1 e Leopard 2, in gran parte di produzione nazionale. Insieme alle potenti unità dell'Esercito degli Stati Uniti in Europa (raggruppate nella 7ª Armata), le formazioni della Bundeswehr costituivano il principale baluardo a difesa da un'invasione da parte delle forze del Patto di Varsavia. L'esercito tedesco federale schierava tre corpi d'armata, di cui il I, con tre Panzer-Division (1. Panzer-Division, 3. Panzer-Division e 7. Panzer-Division) avrebbe difeso la Bassa Sassonia insieme ai britannici del BAOR, mentre il III corpo d'armata con la 5. Panzer-Division e la 12. Panzer-Division avrebbe cooperato con la 7ª Armata americana nel pericoloso settore del varco di Fulda; infine, il II corpo con la 10. Panzer-Division avrebbe protetto la Baviera.
Le forze della NATO schierate in Germania Occidentale erano costantemente pronte al combattimento, e dipendevano dall'Allied Force Central Europe guidato per molti anni da ufficiali tedeschi; queste forze avrebbero dovuto difendere il fronte centrale europeo.

## Organizzazione e struttura

Organizzazione e struttura

La Bundeswehr è suddivisa nella componente militare (le forze armate, o Streitkräfte) e nella componente civile, con l'amministrazione della difesa (Wehrverwaltung), l'ufficio federale per gli armamenti (Bundesamt für Wehrtechnik und Beschaffung), e l'ufficio federale per la gestione dell'informazione e della tecnologia dell'informazione del Bundeswehr (Bundesamt für Informationsmanagement und Informationstechnik der Bundeswehr).
La componente militare della forza di difesa federale consiste nell'Esercito (Deutsches Heer), la Marina (Deutsche Marine), l'Aeronautica militare (Luftwaffe), il servizio di supporto interforze (Streitkräftebasis), e i servizi medici centrali (Zentraler Sanitätsdienst).
Le donne servono nella sanità militare dal 1975. Nel 2000, dopo una lunga controversia su un progetto di legge patrocinato da Tanja Kreil, la Corte europea di giustizia ha emanato una direttiva che permette alle donne di servire in più ruoli di quelli a cui in precedenza avevano accesso. Dal 2001 possono servire in tutti i ruoli senza restrizione, e non erano soggette alla leva obbligatoria, quando questa era in vigore in Germania.
In tempo di pace la Bundeswehr è sotto il controllo del ministro della difesa, mentre in caso di guerra (secondo l'art. 115 della Costituzione tedesca) il comando passa al cancelliere federale. Il vertice militare è costituito dal cosiddetto ispettore generale della Bundeswehr (Generalinspekteur der Bundeswehr), l'unico generale a quattro stelle in ambito nazionale, il quale assume le funzioni che in altri Paesi sono di un capo di stato maggiore generale.
Il Großer Zapfenstreich è la più importante cerimonia militare dell'esercito tedesco per tributare gli onori a un civile (un'alta carica dello Stato tedesco stesso o equivalenti a livello internazionale).

### Guida
La Bundeswehr è comandata dal Bundesminister der Verteidigung come Inhaber der Befehls- und Kommandogewalt (IBuK). Il Bundesministerium der Verteidigung (BMVg) è l'organizzazione governativa. Assieme al ministro vi sono due sottosegretari. Il ministro, gli Staatssekretäre e l'ispettore generale della Bundeswehr sono nell'insieme alla guida del Ministero. Il Ministero organizza il lavoro della struttura civile e militare.

#### Truppe e amministrazione
Branca militare
- Streitkräfte
  - Teilstreitkräfte[3]
    - Heer
    - Luftwaffe
    - Marine
    - Cyber- und Informationsraum (CIR)

Accanto vi sono sei servizi, sotto il controllo BMVg:
- Bundesamt für den Militärischen Abschirmdienst (MAD)
- Einsatzführungskommando der Bundeswehr
- Führungsakademie der Bundeswehr
- Luftfahrtamt der Bundeswehr
- Planungsamt der Bundeswehr
- Zentrum Innere Führung (ZInFü)

Branca civile
- Gestione ministeriale, con tre Organisationsbereiche con Autorità Federali (Art. 87b GG).
  - Personal (P) con
    - Bundesamt für das Personalmanagement der Bundeswehr (BAPersBw),
    - Bildungszentrum der Bundeswehr (BIZBw),
    - Bundessprachenamt (BSprA) e
    - Universitäten der Bundeswehr (UniBw)

  - Ausrüstung, Informationstechnik und Nutzung (AIN) con
    - Bundesamt für Ausrüstung, Informationstechnik und Nutzung der Bundeswehr (BAAINBw)

  - Infrastruktur, Umweltschutz und Dienstleistungen (IUD) con
    - Bundesamt für Infrastruktur, Umweltschutz und Dienstleistungen der Bundeswehr (BAIUDBw)
- Branche Rechtspflege der Bundeswehr e Ordine religioso militare (Germania) della Bundeswehr.
  - Militärseelsorge con
    - Katholischen Militärbischofsamt[5]
    - Evangelischen Kirchenamt für die Bundeswehr

  - Rechtspflege der Bundeswehr con
    - Bundeswehrdisziplinaranwalt beim Bundesverwaltungsgericht e
    - Truppendienstgerichten Nord und Süd

## Armamenti

### Programma di armamento
Fino al 2030:
- 138 Eurofighter Typhoon
- 40 Airbus A400M
- 45 Eurocopter Tiger
- 82 NH90
- 18 MH90[7]
- 18 Elicotteri di bordo (successori del MK-88A Sea Lynx)
- 16 Droni SAATEG tipo MALE (Medium Altitude Long Endurance)[8]
- 5 SLWÜA (Signalverarbeitende Luftgestützte Weitreichende Überwachung und Aufklärung) successore del EuroHawk
- 4 Global Hawk (NATO AGS)
- 14 TLVS (Medium Extended Air Defense System)
- 342 Puma (combattimento fanteria)
- 403[9] GTK Boxer
- 6 Fregate F126
- 5 Corvette K130
- 2 U-Boot, Klasse 212CD (al 2032)[10]
- 31 Panzerschnellbrücke Leguan[11]

### Secondo le Armi
Al 2017:
 Streitkräftebasis 
- 1.815 veicoli da supporto:
  - 468 LAPV Enok/Wolf
  - 622 Eagle IV e V
  - 550 Dingo 1 e 2
  - 175 Duro/YAK
- 382 Geschützte Transportfahrzeuge:
  - 110 GTF ZLK 5t
  - 75 GTF ZLK 15t
  - 197 Multi FSA

 Heer 
- 244 Leopard 2 (328 al 2022)

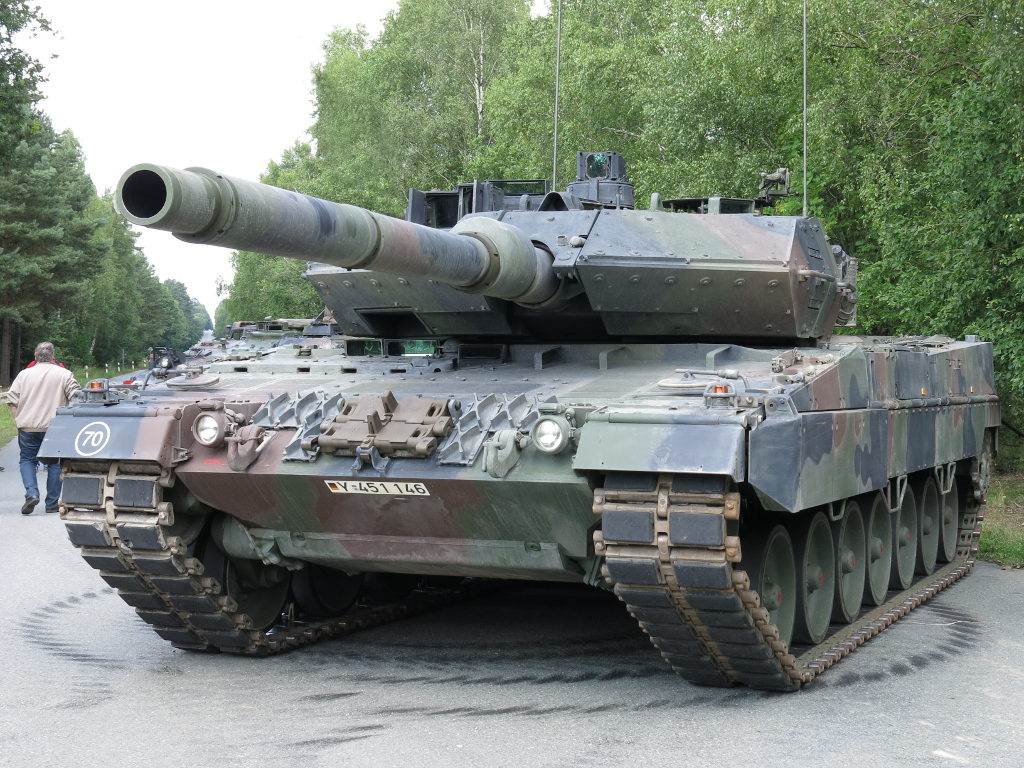
Leopard 2 A7

- 558 Veicolo da combattimento della fanteria
  - 388 Marder
  - 199 Puma
- 121 PzH 2000
- 41 MLRS
- 907 Transportpanzer 1 Fuchs
- 202 GTK Boxer
- 220 Spähwagen Fennek
- 125 elicotteri
  - 58 NH90 TTH
  - 52 Eurocopter UHT "Tiger"
  - 14 Eurocopter EC 135
  - 10 Bell UH-1D per SAR
- 24 Minenräumpanzer Keiler
- 83 Pionierpanzer Dachs
- 75 Bergepanzer Büffel
- 40 Brückenlegepanzer Biber

 Luftwaffe 
- 225 caccia
  - 138 Eurofighter Typhoon
  - 85 Panavia Tornado[13][14]
- 41 Northrop T-38 Talon
- 57 da trasporto 
  - 29 Transall C-160
  - 15 Airbus A400M
  - 5 Airbus A310
  - 2 Airbus A340
  - 2 Airbus A319
  - 4 Bombardier Global 5000
- 90 elicotteri 
  - 72 CH-53G
  - 15 H145M LUH SOF
  - 3 AS532 Cougar (FlBschftBMVg)

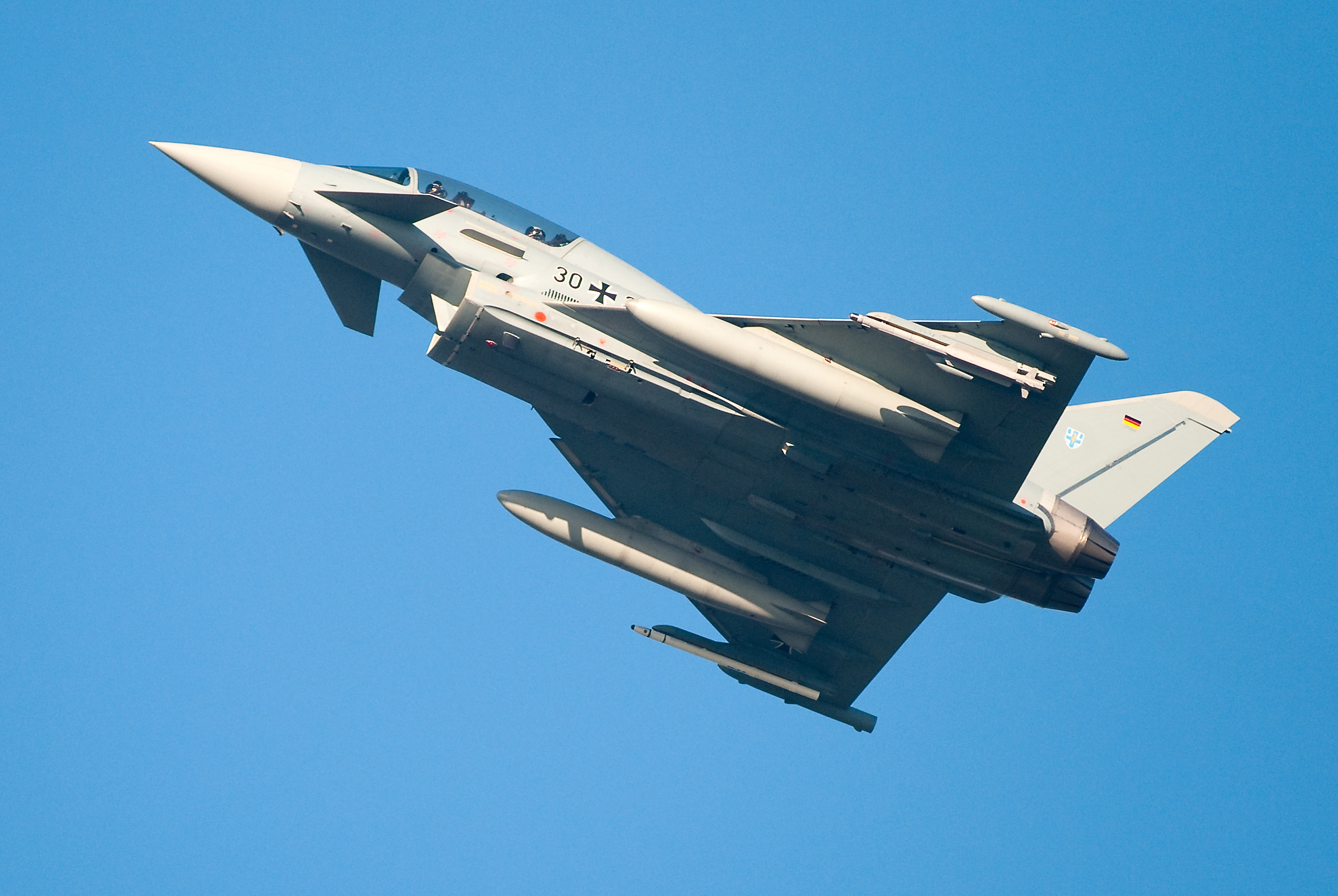
Eurofighter Typhoon

- 14 sistemi antiaerei (MIM-104 Patriot)
- 2 MANTIS
- 3 Wiesel 2 Ozelot

 Marine 
- 11 Fregate
  - 4 Classe Brandenburg F123[15]
  - 3 Classe Sachsen F124[16]
  - 4 Classe Baden-Württemberg F125[17]

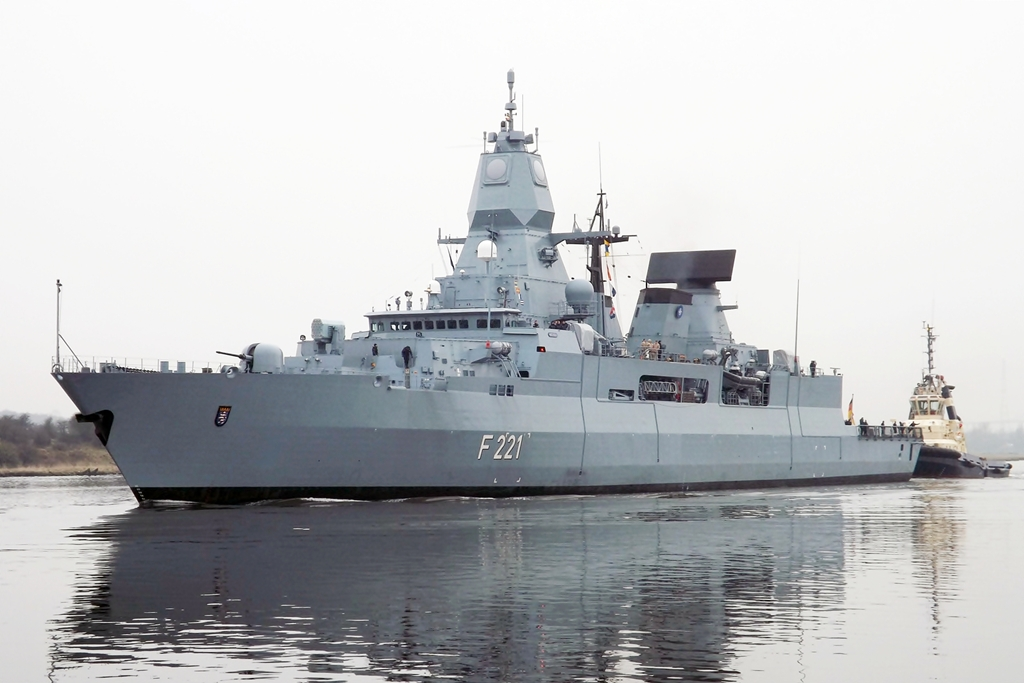
Fregatte Hessen (F 221)

- 5 Corvette Clase Braunschweig K130[18]
- 12 Dragamine
  - 10 Classe Frankenthal 332[19]
  - 2 Classe Ensdorf 352
- 6 Sottomarino Classe U-212A[20]
- 3 Einsatzgruppenversorger Klasse 702[21]
- 6 Gara d'appalto Classe Elbe 404[22]
- 2 Trasportatore di carburante Classe Rhön 704[23]
- 3 IImbarcazione di servizio della flotta Oste Classe 423[24]
- 1 Nave scuola a vela Gorch Fock[25]
- 1 Nave da ricerca per la difesa Planet[26]
- 2 Lockheed P-3 Orion[27]
- 40 Elicotteri
  - 18 NH-90 NTH Sea Lion[28]
  - 22 Sea Lynx Mk88A[29]

### Armi nucleari
La Germania dispone di 20 testate atomiche statunitensi presso il Luftwaffen-Fliegerhorst Büchel, nella Renania-Palatinato. L'uso di tali armi è sotto il controllo degli USA. Nel 2005 sono state ritirate dal servizio ca. 130 testate atomiche presso la Ramstein Air Base. La Luftwaffe dispone di tali armi solo per l'uso su piattaforma Panavia Tornado.

## Onorificenze

### Decorazioni al merito conferite dalla Bundeswehr
Le medaglie al merito delle forze armate tedesche (in tedesco: Einsatzmedaille der Bundeswehr) sono delle decorazioni della Bundeswehr.
Tali decorazioni vengono ricevute dopo aver prestato servizio in una particolare campagna militare, nonché una missione all'estero. Possono fregiarsene tutti i militari tedeschi a prescindere dal grado rivestito. È inoltre l'unico tipo di medaglia della Bundeswehr tedesca che viene ricevuta per campagna; l'unico elemento che differenzia le varie Medaglie al Merito Militare è una barra metallica sulla quale viene riportato il nome della campagna, sia sulla medaglia che sul nastrino.
Le decorazioni al Merito vengono suddivise in 3 categorie, indipendentemente dal grado o dall'incarico rivestito: 
  Medaglia di bronzo al merito (30 giorni in teatro operativo)
  Medaglia d'argento al merito (360 giorni in teatro operativo)
  Medaglia d'oro al merito (690 giorni in paese)
Nel novembre 2010, Karl-Theodor zu Guttenberg, ministro della difesa tedesco, ha introdotto un grado speciale: il Gefechtsmedaille der Bundeswehr (Medaglia d'azione nel combattimento della Bundeswehr).
La medaglia è di forma circolare, sul centro è impressa su rilievo l'aquila tedesca circondata da una corona di foglie di quercia, il retro è invece privo di alcuna riproduzione. È prevista la versione da combattimento, la quale si differenzia dalla versione classica per una bordatura di colore nero e rosso e un'aquila nera, pur comunque mantenendo il colore bronzeo, argenteo o dorato.
Il nastrino è riprende i colori del nastro stesso della medaglia; esso si compone di due bande nere sui bordi esterni, di due bande rosse al lato dei bordi neri e di due bande dorate, le quali racchiudono un rettangolo centrale di colore rosso; posizionato al centro, equidistante dai bordi esterni, è affissa la barra metallica del colore spettante, sulla quale è impresso in rilievo il nome della campagna effettuata.